# Futbol a Cap Verd
El futbol és l'esport més popular a Cap Verd.

## Competicions
- Competicions nacionals:

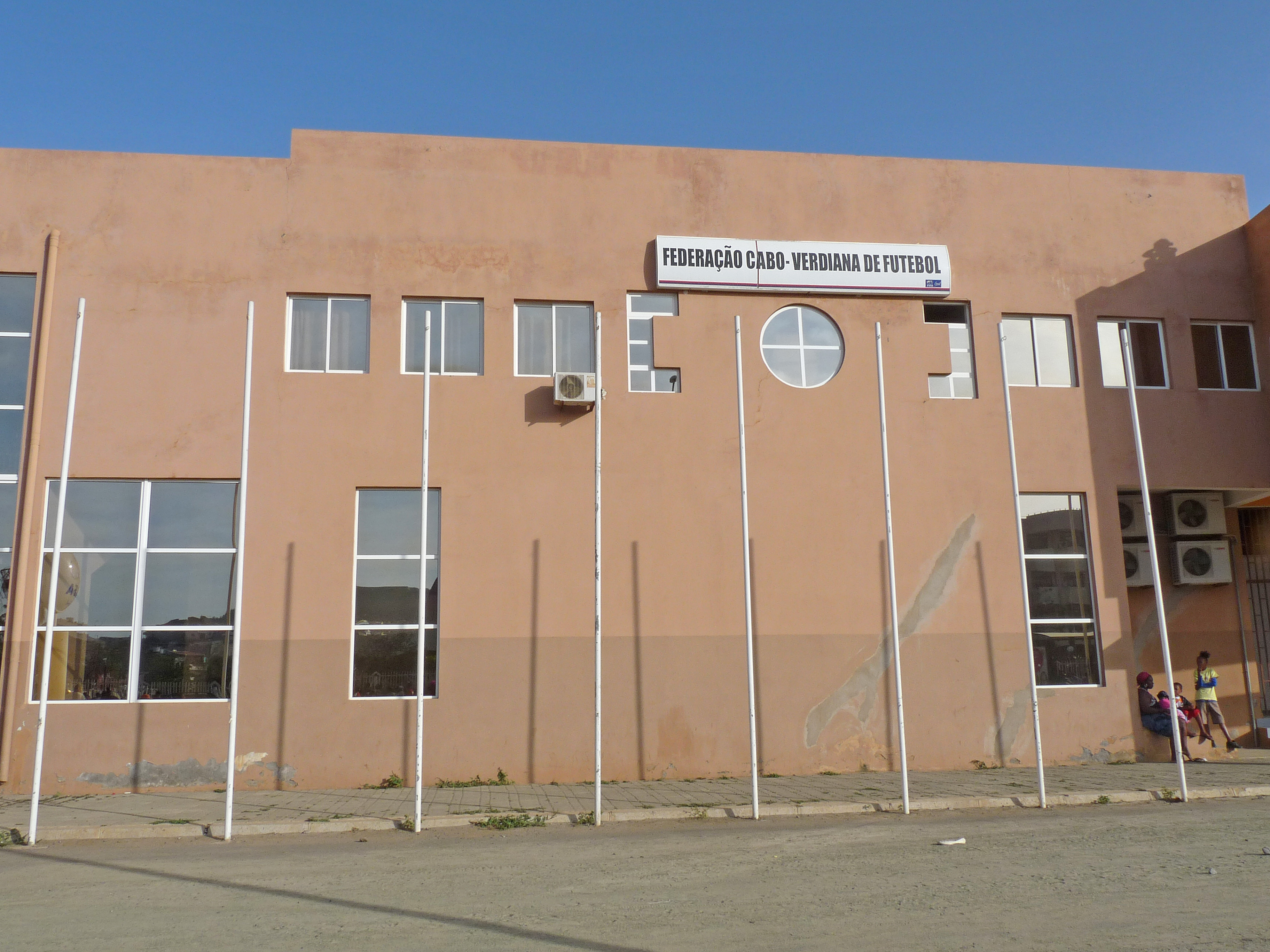
Seu de la Federació Capverdiana de Futbol.

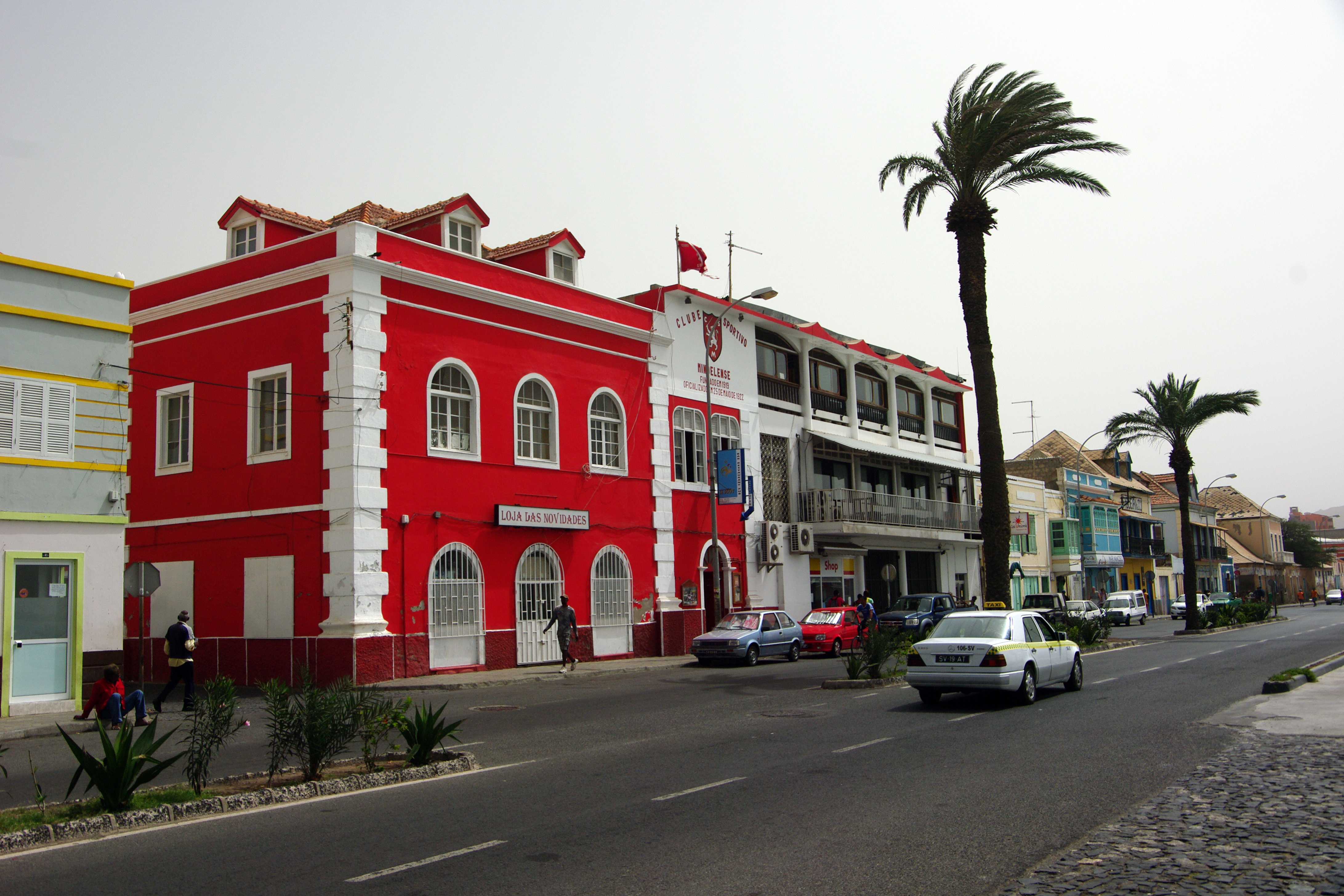
Seu del Clube Sportivo Mindelense.

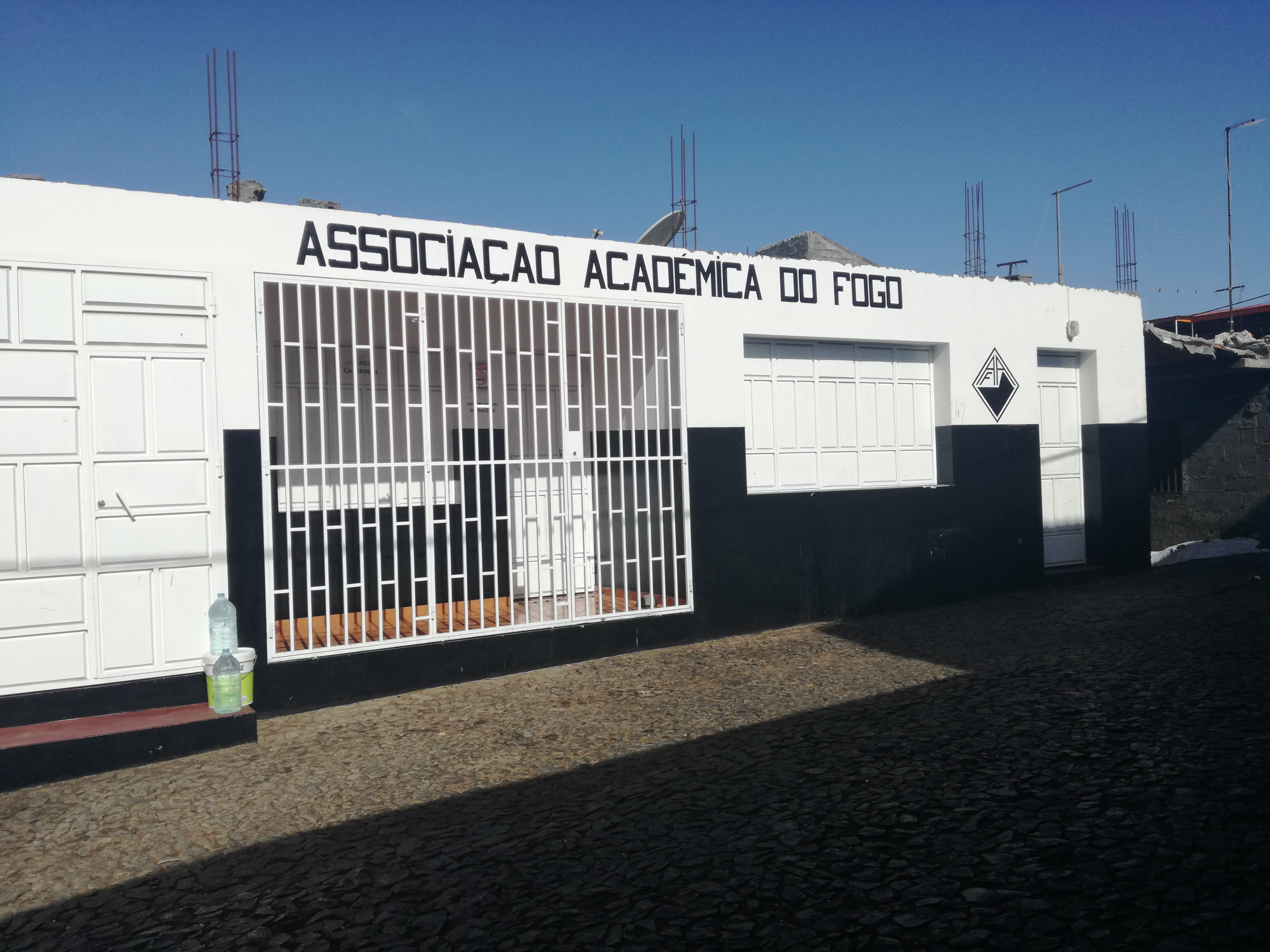
Seu de la Associação Académica do Fogo.

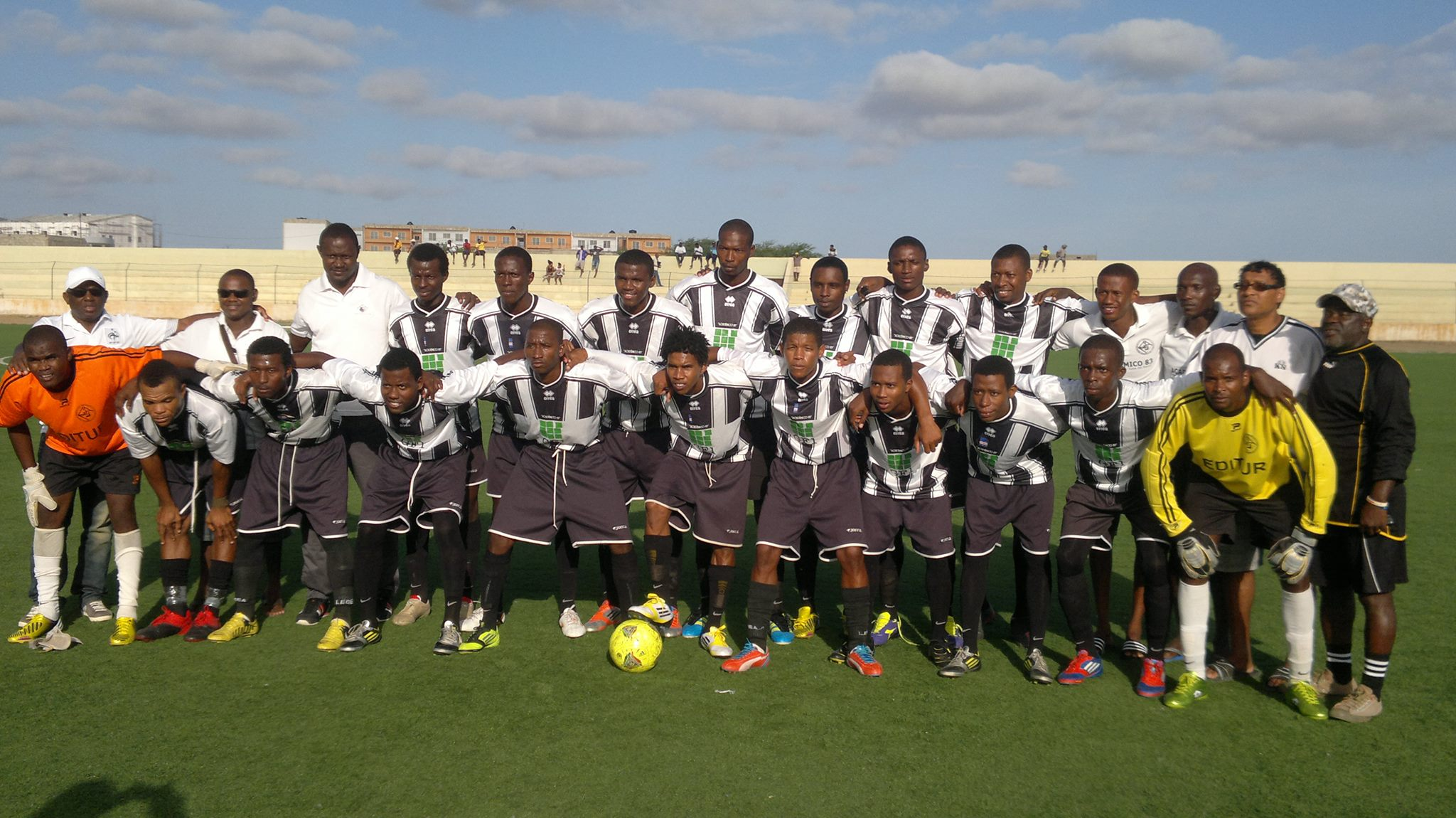
Associação Académico 83 do Porto Inglês.

  - Campeonato Nacional de Cabo Verde
  - Taça Nacional de Cabo Verde
  - Supercopa capverdiana de futbol

- Lligues regionals:
  - Lliga de Boa Vista de futbol
  - Lliga de Brava de futbol
  - Lliga de Fogo de futbol
  - Lliga de Maio de futbol
  - Lliga de Sal de futbol
  - Lliga de Santiago de futbol (desapareguda)
  - Lliga de Santiago Nord de futbol
  - Lliga de Santiago Sud de futbol
  - Lliga de Santo Antão de futbol (desapareguda)
  - Lliga de Santo Antão Nord de futbol
  - Lliga de Santo Antão Sud de futbol
  - Lliga de São Nicolau de futbol
  - Lliga de São Vicente de futbol

## Principals clubs
Clubs amb més títols nacionals a 2019.
Boa Vista
- Associação Académica e Operária
- Sport Sal Rei Club

Brava
- Clube Desportivo Nô Pintcha
- Sport Clube Morabeza
- Sporting Clube da Brava
- Associação Académica da Brava

Fogo
- Botafogo Futebol Clube
- Associação Académica do Fogo
- Vulcânicos Futebol Clube

Maio
- Clube Desportivo Onze Unidos
- Associação Académica da Calheta do Maio
- Associação Académico 83 do Porto Inglês
- Barreirense Futebol Clube

Sal
- Académico do Aeroporto do Sal
- Sport Clube Santa Maria
- Associação Académica do Sal
- Futebol Clube Juventude

Santiago (Nord)
- Clube de Futebol Estrela dos Amadores
- Clube Desportivo Scorpion Vermelho

Santiago (Sud)
- Sporting Clube da Praia
- Associação Académica da Praia
- Boavista Futebol Clube
- Clube Desportivo Travadores

Santo Antão (Nord)
- Paulense Desportivo Clube
- Solpontense Futebol Clube
- Rosariense Clube da Ribeira Grande

Santo Antão (Sud)
- Associação Académica do Porto Novo
- Sporting Clube de Porto Novo
- Club Sport Marítimo do Porto Novo

São Nicolau
- Sport Club Atlético
- Futebol Clube de Ultramarina
- Clube Desportivo Ribeira Brava

São Vicente
- Clube Sportivo Mindelense
- Associação Académica do Mindelo
- Futebol Clube Derby
- Batuque Futebol Clube

## Principals estadis

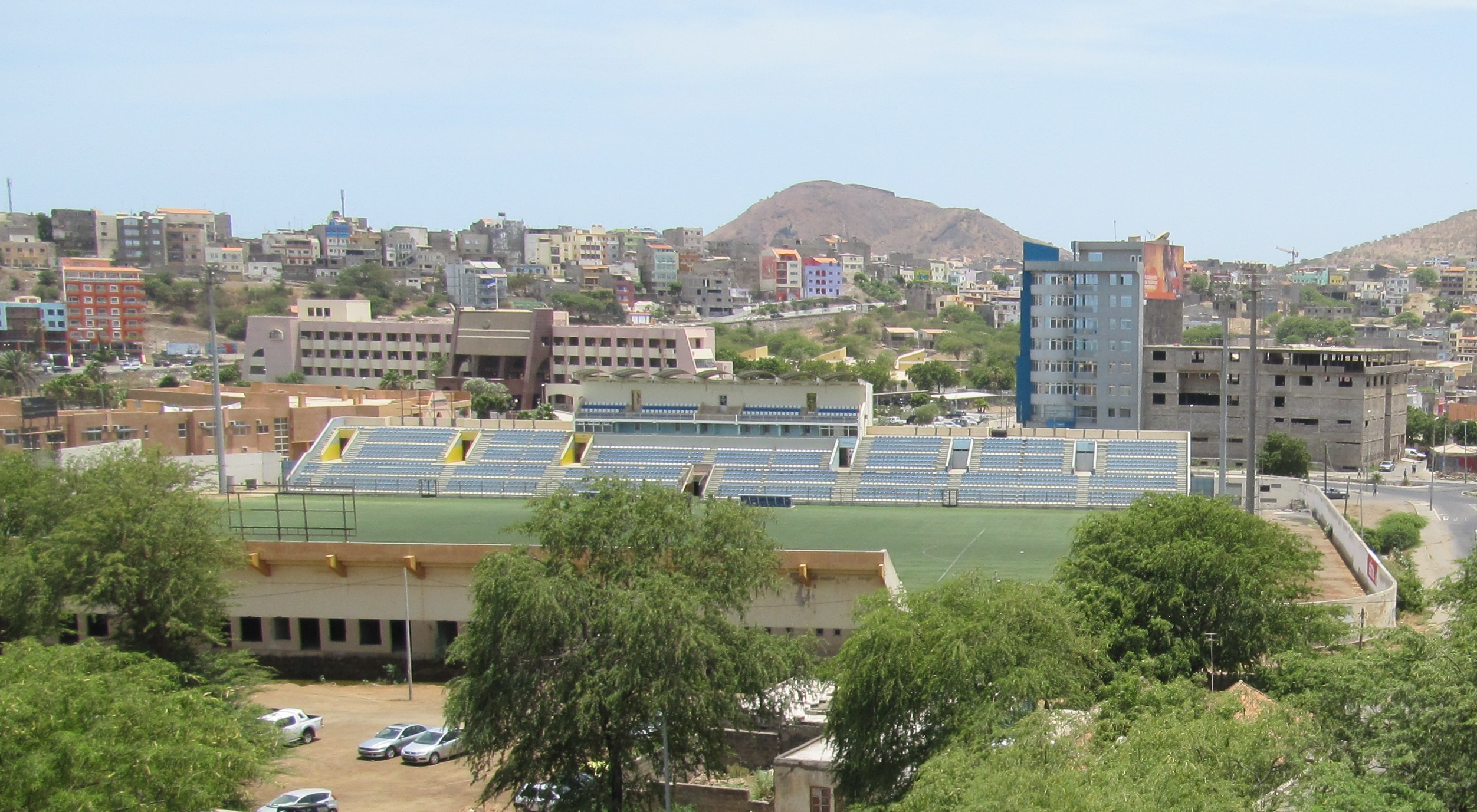
Estádio da Várzea.

| # | Estadi                         | Capacitat | Ciutat     |
| - | ------------------------------ | --------- | ---------- |
| 1 | Estadi Nacional de Cap Verd    | 15.000    | Praia      |
| 2 | Estadi da Várzea               | 8.000     | Praia      |
| 3 | Estadi Marcelo Leitão          | 8.000     | Espargos   |
| 4 | Estadi Municipal do Porto Novo | 8.000     | Porto Novo |